# Şenlikköy Stadı
Das Şenlikköy Stadı ist ein Stadion in Bakırköy, İstanbul. Der Istanbuler Fußballverein Bakırköyspor trägt in diesem Stadion seine Heimspiele aus. Das Stadion hat eine Kapazität von 8.000.